# Haschim Aqrawi

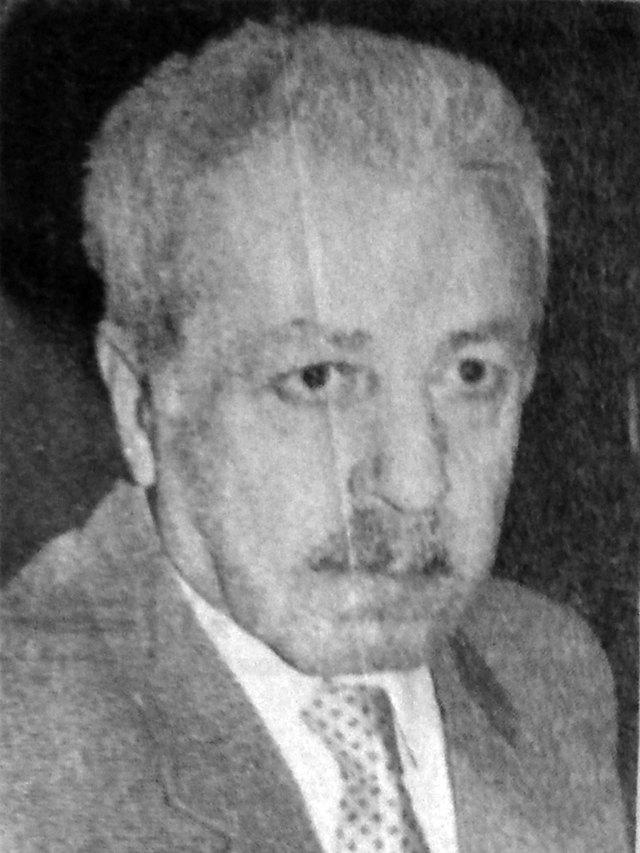
Haschim Hassan Aqrawi (1988)

Haschim Hakim Hasan Taha 'Aqrawi (arabisch هاشم عقراوي, DMG Hāšim ʿAqrāwī; * 1926 in Akrê, Irak; † 1990 in Bagdad, Irak) war ein kurdischer Politiker im Irak. (Der Name Aqrawi ist von Aqra, dem arabischen Namen für Akrê abgeleitet.)
Als Erziehungsinspektor in Ninawa trat Aqrawi 1951 der Demokratischen Partei Kurdistans bei, wurde 1960 ZK-Mitglied und nach der Machtübernahme durch die Baath-Partei 1963 Mustafa Barzanis Emissär beim ägyptischen Präsidenten Gamal Abdel Nasser. 1964 wurde er ins Politbüro des Barzani-Flügel der DPK gewählt.
Im Rahmen der Autonomieverhandlungen wurde er 1970 von der irakischen Zentralregierung zum „Generaldirektor für Kurdische Angelegenheiten“ ernannt. Im Oktober 1970 wurde er Gouverneur des nordirakischen Gouvernements Dohuk, 1974 Gouverneur von Babylon.
Zusammen mit Aziz Aqrawi (nicht verwandt) trennte er sich 1973 endgültig von Barzani. Im April 1974 wurde Hashim Aqrawi Minister für Kommunale Angelegenheiten im Kabinett der Zentralregierung in Bagdad, doch schon im Oktober 1974 wurde er in die Kurdische Autonome Region im Nordirak berufen. Er wurde Mitglied des Legislativrates (Regionalparlament) und Vorsitzender des Exekutivrates (Regionalregierung). 1976 wurde er ZK-Sekretär der sogenannten Neo-DPK, des proirakischen Flügels der DPK, und 1980 schließlich Generalsekretär dieser mit der Baath-Partei im Rahmen der Nationalen Progressiven Front koalierenden Blockpartei.
Nachdem er den Vorsitz des Exekutivkomitees 1977 an Ahmad an-Naqschbandi abgegeben hatte, war Aqrawi ab 1977 wieder Staatsminister in der Zentralregierung in Bagdad (bis 1991); 1980 scheiterte seine Wahl in die Nationalversammlung.
Obwohl sich auch Barzanis ältester Sohn Ubaidullah der Neo-KDP anschloss, blieb sie innerhalb der Front und innerhalb des von der Baath-Partei beherrschten Irak weitgehend bedeutungslos und erreichte niemals die Massenbasis der DPK. Aqrawis Nachfolger als Generalsekretär wurde 1989 Ahmad Muhammad Said al-Atrushi. Nach dem Sturz des Baath-Regimes 2003 wurden die noch lebenden Parteipolitiker von US-Besatzern und ihren kurdischen Verbündeten verhaftet, die Neo-DKP damit faktisch zerschlagen.